# Journal of Applied Physics
Journal of Applied Physics — науковий журнал, що видається Американським інститутом фізики і публікує результати наукових досліджень в галузі прикладної фізики. Журнал виходить з 1931 року.
За даними Journal Citation Reports, журнал у 2021 році мав імпакт-фактор 2.877.
У рамках журналу також видається серія Applied Physics Reviews (APR), що виходить епізодично без будь-якої періодичності, де публікуються результати оригінальних досліджень та огляди.